# Вестербёнен
Вестербёнен (нем. Westerbönen) - поселение в составе коммуны Бёнен района Унна (Северный Рейн-Вестфалия, Германия).

## География

### Положение
Вестербёнен расположен, вопреки названию, к востоку от центра Альт-Бёнен коммуны Бёнен. Трасса А2 проходит через северную часть поселения.

### Соседние населённые пункты
Вестербёнен граничит с поселениями Пелькум, Веетфельд, Остербёнен, Флирих, Брамай-Леннингсен и Альтенбёгге-Бёнен. Все эти населённые рункты относятся к району Унна.

## История
В рамках муниципальной реорганизации 1 января 1968 года общины Альтенбёгге-Бёнен, Нордбёгге, Вестербёнен и Остербёнен (все ранее относились к району Пелкум), а также Брамай-Леннингсен и Флирих (оба относились к району Райнерн) были объединены в новую общину Бёнен.

## Динамика численности населения
| Год  | Количество жителей |
| ---- | ------------------ |
| 1849 | 222                |
| 1910 | 332                |
| 1931 | 346                |
| 1956 | 393                |

| Год  | Количество жителей |
| ---- | ------------------ |
| 1961 | 334                |
| 1967 | 314                |
| 1987 | 259                |
| 2013 | 201                |

| Год  | Количество жителей |
| ---- | ------------------ |
| 2019 | 238                |
| 2022 | 249                |
| 2024 | 229                |

## Экономика
Вестербёнен является частью промышленной зоны Бёнен, которая расположена на севере района недалеко от автомагистрали А2.

### Транспорт
Автомобильная дорога земельного значения L 667 соединяет Вестербёнен на западе с поселениями Альт-Бёнен и Альтенбёгге, а на востоке — с Фрайске, Ринерн, Зюддинкер, Дорфвельфер, Норддинкер и Уэнтроп.

## Достопримечательности
- Гревингхоф — фахверковое здание 1742 года, памятник архитектуры под охраной закона[11]